# 马库斯·李锡尼·克拉苏
马库斯·李锡尼·克拉苏（拉丁文：M·LICINIVS·P·F·P·N·CRASSVS，约前115年—前53年），罗马将军，政治家，在罗马由共和国转变为帝国的过程之中，扮演了重要角色。
克拉蘇出身在富有的上流階級，後來又在蘇拉的默許下迫害政敵、濫用職權，他也是一位成功的黑心奴隸商人，不擇手段的斂財，后人认为他是罗马历史中最富裕的人，也是世界历史中最富裕的人之一，其財富相當於23萬名船員的年薪。
克拉苏是在内战时期，以担任卢基乌斯·科尔内利乌斯·苏拉手下一名将领，开始政治生涯。苏拉上台担任独裁官之后，他通过投机不動產，聚斂了大量财富。克拉苏在镇压斯巴达克斯领导的奴隸叛乱之后，在政坛崛起，与对手格奈乌斯·庞培一起担任执政官。
克拉苏、凯撒与庞培一起，组成了前三头同盟，同盟主导了罗马的政治制度。三人的野心、自负与猜忌令这个同盟不可能长久维持下去。克拉苏与凯撒是终身盟友；凱撒的女兒茱麗亞嫁給了龐培；但是克拉苏与庞培厌恶对方，而且庞培越来越嫉妒凯撒在高卢战争中建立的军功。在克拉苏与庞培一起再次担任执政官時，三巨頭召开了卢卡会议，修補關係稳固了同盟。
在第二个执政官任期完结之后，克拉苏获任命为叙利亚行省总督。他以叙利亚为基地，向罗马的长久敌人安息帝国发起了进攻。在這場卡莱战役中克拉苏遭到了彻底的失败，他在試圖前往敵營議和時也中了安息軍的埋伏而阵亡。
克拉苏的死，彻底拆散了凯撒与庞培的同盟，因为作为第三方的他拥有的庞大政治影响力和财富一直制衡着另外两位巨头。在他逝世四年之后，凯撒带兵渡过卢比孔河，开始了对抗庞培与共和国合法政府的内战。

## 注脚
1. ↑  意为马库斯·李锡尼·克拉苏，普布留斯之子，普布留斯之孙
2. ↑  Plutarch <希臘羅馬英豪列傳 II> P976